# Cleòpatra (pel·lícula de 1963)
Cleopatra és una pel·lícula anglesa dirigida l'any 1963 per Joseph L. Mankiewicz. Ha estat doblada al català.

## Repartiment
- Elizabeth Taylor: Cleòpatra
- Richard Burton: Marc Antoni
- Rex Harrison: Juli Cèsar
- Roddy McDowall: Octavi
- Pamela Brown: la gran Sacerdotessa
- Hume Cronyn: Sosígen
- Martin Benson: Ramos
- Andrew Keir: Agrippa
- Martin Landau: Rufio
- Kenneth Haigh: Brutus
- Michael Gwynn: Cimber
- Andrew Faulds: Canidius

## Producció
Aquest film va néixer com un modest projecte de la Twentieth Century Fox. L'estiu de 1958 el cap dels estudis era Spiros Skouras, que va pensar que Joan Collins podia fer el paper de Cleopatra, però el productor Walter Wanger el va convèncer perquè li donés el paper a Elizabeth Taylor, que va acceptar el paper per un milió de dòlars, més el 10% dels beneficis. La direcció va recaure en Rouben Mamoulian, responsable de la Marca del Zorro i Blood and Sand. Amb un pressupost de quatre milions de dòlars, el rodatge de Cleopatra va començar el 30 de setembre de 1960 en els estudis anglesos de Pinewood. Un mes després, Elizabeth va ser ingressada en un hospital per una pneumònia. Per acabar-ho d'adobar, el director va presentar la seva dimissió sense donar raons clares. El va substiutir Joseph L. Mankiewicz, autor de Tot sobre Eva, el febrer de 1961. L'actriu es va reincorporar, però va tornar a recaure. Mankiewicz va decidir que el clima de Londres no era per ella i els productors van acceptar seguir el rodatge a Roma, aprofitant la construcció de nous decorats a Cinecittà.

## Premis i nominacions

### Premis
- 1964: Oscar a la millor fotografia per Leon Shamroy
- 1964: Oscar a la millor direcció artística per John DeCuir, Jack Martin Smith, Hilyard M. Brown, Herman A. Blumenthal, Elven Webb, Maurice Pelling, Boris Juraga, Walter M. Scott, Paul S. Fox i Ray Moyer
- 1964: Oscar al millor vestuari per Irene Sharaff, Vittorio Nino Novarese i Renié
- 1964: Oscar als millors efectes visuals per Emil Kosa Jr.

### Nominacions
- 1964: Oscar a la millor pel·lícula
- 1964: Oscar al millor actor per Rex Harrison
- 1964: Oscar al millor so per James Corcoran i Fred Hynes
- 1964: Oscar al millor muntatge per Dorothy Spencer
- 1964: Oscar a la millor banda sonora per Alex North
- 1964: Globus d'Or a la millor pel·lícula dramàtica
- 1964: Globus d'Or al millor director per Joseph L. Mankiewicz
- 1964: Globus d'Or al millor actor dramàtic per Rex Harrison
- 1964: Globus d'Or al millor actor secundari per Roddy McDowall
- 1964: Grammy a la millor banda sonora original per pel·lícula o televisió per Alex North